# Morfonicaのディスコグラフィ
Morfonicaのディスコグラフィは、日本のメディアミックスプロジェクト『BanG Dream!』のリアルバンドの一つ・Morfonicaの作品の一覧である。
メンバーは倉田ましろ（声 - 進藤あまね）、桐ヶ谷透子（声 - 直田姫奈）、広町七深（声 - 西尾夕香）、二葉つくし（声 - mika）、八潮 瑠唯（声 - Ayasa）の5名。
なお、プロジェクト内の他ユニットとの合同作品および、各メンバーのソロ作品の詳細についてはBanG Dream!のディスコグラフィを参照。また、「*」と記載のある人物は、楽曲発表時点でElements Gardenに所属していたことを示し、「▲」については、ドラマパートを示す。

## シングル

### Daylight -デイライト-
デビューシングル。2020年5月27日に発売された。

### ブルームブルーム
2ndシングル。2021年1月13日に発売された。

### ハーモニー・デイ
3rdシングル。2021年10月6日に発売された。
3曲目の「Fateful…」は、Morfonica初（外部）のタイアップ曲として、ボーカルの進藤あまねが大倉メグミ役で出演もしている『カードファイト!! ヴァンガード overDress Season2』のエンディングテーマとして使用された。
生産限定盤のBlu-rayには2020年8月に富士急ハイランド・コニファーフォレストにて開催された「BanG Dream! 8th☆LIVE 夏の野外3DAYS DAY3：Special Live 〜Summerly Tone♪〜」のMorfonica出演パート、および2020年10月に東京ガーデンシアターにて開催されたMorfonicaの1st Live「Cantabile」の映像が収録されている。
内容
CDジャーナルによると、「ハーモニー・デイ」は未来へ駆け出すことを題材としているとされている。2曲目の「Sonorous」は、瑠唯に焦点を当てている。
収録曲（生産限定盤・通常盤共通）
全作詞：織田あすか*
1. ハーモニー・デイ
  - 作曲・編曲：藤間仁*

2. Sonorous
  - 作曲・編曲：藤永龍太郎*

3. Fateful…
  - 作曲：上松範康*
  - 編曲：下田晃太郎*

4. ハーモニー・デイ（instrumental）
5. Sonorous（instrumental）
6. Fateful…（instrumental）

Blu-ray（生産限定盤のみ）
- 「BanG Dream! 8th☆LIVE 夏の野外3DAYS DAY3：Special Live 〜Summerly Tone♪〜」Morfonica PART（2020年8月23日、富士急ハイランド・コニファーフォレスト）

1. Daylight -デイライト-
2. chAngE（OA：miwa）
3. メリッサ（OA：ポルノグラフィティ）
4. 金色へのプレリュード
5. ブルームブルーム

- Morfonica 1st Live「Cantabile」（2020年10月7日、東京ガーデンシアター）

1. Daylight -デイライト-
2. chAngE（OA：miwa）
3. 月光花（OA：Janne Da Arc）
4. 深海少女（OA：OA：ゆうゆ feat.初音ミク）
5. 金色へのプレリュード
6. ブルームブルーム
7. Nevereverland（OA：ナノ）
8. CQCQ（OA：神様、僕は気づいてしまった）
9. メリッサ（OA：ポルノグラフィティ）
10. flame of hope
11. Daylight -デイライト-
12. ブルームブルーム

### fly with the night
4thシングル。2022年3月30日に発売された。
表題曲の「fly with the night」は、Morfonicaのバンドストーリー2章に合わせて書き下ろされた楽曲。
また朗読パートとして2021年5月にZepp Hanedaにて行われた「Andante」にて披露された、朗読部分を収録。Blu-ray付生産限定盤には2021年5月に開催された「Andante」のライブ映像+fly with the nightのMVが収録されている。
収録内容
CD
1. fly with the night
2. Secret Dawn
3. fly with the night -instrumental-
4. Secret Dawn -instrumental-
5. 朗読劇「Andante」

Blu-ray（Morfonica Special Live「Andante」）
1. 金色へのプレリュード
2. アゲハ蝶
3. 深海少女
4. Daylight-デイライト-
5. ブルームブルーム
6. CQCQ
7. 月光花
8. flame of hope
9. Nevereverland
10. メリッサ
11. Sonorous
12. ハーモニー・デイ
13. Sonorous
14. 金色へのプレリュード

Blu-ray（MV）
1. fly with the night

### 寄る辺のSunny, Sunny
5thシングル。2022年9月14日に発売された。
CDには2022年7月に放送されたアニメ「BanG Dream! Morfonication」の挿入歌「寄る辺のSunny, Sunny」、カップリング曲「One step at a time」を収録。

Blu-ray付生産限定盤には「BanG Dream! Morfonication」およびオリジナル・サウンドトラックCDが収録されている。
収録曲（生産限定盤・通常盤共通）
1. 寄る辺のSunny, Sunny
  - 作詞：織田あすか
  - 作曲・編曲：菊田大介

2. One step at a time
  - 作詞：織田あすか
  - 作曲：上松範康
  - 編曲：藤田淳平

3. 寄る辺のSunny, Sunny（instrumental）
4. One step at a time（instrumental）

Blu-ray（Blu-ray付生産限定盤のみ）
1. CD
  - アニメ「BanG Dream! Morfonication」オリジナル・サウンドトラック

2. Blu-ray
  - アニメ「BanG Dream! Morfonication」

### 両翼のBrilliance
2024年5月1日に発売されたMorfonicaの6thシングルで、表題曲は『カードファイト!! ヴァンガード Divinez』のエンディングテーマに起用された。

### Tempest/Wreath of Brave
2024年10月9日に発売予定のMorfonicaの7thシングルであると同時に、両A面シングルでもある

## アルバム

### QUINTET
1stアルバム。2023年3月15日に発売された。通常盤（BRMM-10620）とBlu-ray付生産限定盤（BRMM-10619）の2種。

CDは1stシングルから5thシングルまでの楽曲に加え、書き下ろし新曲「メランコリックララバイ」「誓いのWingbeat」、配信販売のみされていた「The Circle Of Butterflies」などを収録。

生産限定盤のBlu-rayには2021年11月に行われたMorfonica ZEPP TOUR 2021「Amabile」東京公演・2022年4月に行われた単独ライブMorfonica Concept LIVE「Resonanceの映像などが収録されている。
収録曲
1. Daylight -デイライト-
2. メランコリックララバイ
  - 作詞：織田あすか*、作曲・編曲：藤田淳平*
  - 書き下ろし新曲。

3. flame of hope
4. ブルームブルーム
5. カラフルリバティー
  - 作詞：織田あすか*、作曲：菊田大介*、編曲：笠井雄太*
  - CD初収録。

6. fly with the night
7. 金色へのプレリュード
8. The Circle Of Butterflies
  - 作詞：林英樹、作曲・編曲：佐藤純一(fhána)
  - CD初収録。

9. ハーモニー・デイ
10. Sweet Cheers!
  - 作詞：織田あすか*、作曲・編曲：岩橋星実*
  - CD初収録。

11. 寄る辺のSunny, Sunny
12. 誓いのWingbeat
  - 作詞：織田あすか*、作曲：上松範康*、編曲：菊田大介*
  - 書き下ろし新曲。

13. Ever Sky Blue
  - 作詞：織田あすか*、作曲：上松範康*、編曲：Seonoo Kim
  - CD初収録。

### forte
2023年12月6日に発売されたミニアルバムである